# Zeche Vereinigte Johann
Die Zeche Vereinigte Johann in Essen-Steele ist ein ehemaliges Steinkohlenbergwerk. Das Bergwerk war auch unter dem Namen Zeche Vereinigte Johann Tiefbau bekannt. Das Bergwerk ist aus einer Konsolidation mehrerer Zechen entstanden. Die Zeche Vereinigte Johann gehörte zum Bergamtsbezirk Essen.

## Bergwerksgeschichte
Im Jahr 1859 konsolidierte die Johann mit einem Teilbereich der Zeche Margarethe. Etwa zeitgleich kam auch noch die Zeche Vereinigte Alexander hinzu. Die Berechtsame umfasste ein Längenfeld und ein Geviertfeld und hatte somit eine Fläche von 1,1 km2. Im Feldesbereich Johann fand im Tiefbau ein schwacher Betrieb statt. Der Schacht Antonie war in Betrieb. Die erste Sohle lag bei einer flachen Teufe von 93 Lachter. Der Abbau fand im Stollen statt. Im Jahr 1860 begann man verstärkt mit der Ausrichtung für den Tiefbau auf die mageren, sogenannten Langenbrahmer Flöze. Im selben Jahr wurde der Schacht Antonie tiefer geteuft und bei einer seigeren Teufe von 145 Metern die erste Tiefbausohle angesetzt. Es wurde ein tonnlägiger Wetter- und Wasserhaltungsschacht erstellt. Über Tage wurde der Bau eines Maschinengebäudes fertiggestellt. Um einen ausreichenden Absatz zu erhalten, plante man, das Bergwerk mit der Witten-Duisburger Bahn zu verbinden. Im Jahr 1861 wurde eine Zweigbahn zur Bergisch Märkischen Eisenbahn erstellt. Ein Teil der Kohlen wurden auch zur Ruhr gefördert.
Im Jahr 1862 wurde mit der Gewinnung im Tiefbau begonnen. Im selben Jahr erreichte der Schacht eine flache Teufe von 100 Lachter. Allerdings waren die abgebauten Kohlen nur wenig stückhaltig, so dass sich die Kohlen nur sehr schlecht verkaufen ließen. Der Verkauf dieser Kohlen war nur möglich, indem die Bergwerksbesitzer die Preise stark absenkten. Aufgrund dieser schlechten Lage plante man, das Bergwerk bald stillzulegen. Im Jahr 1869 kam es zu einem Wassereinbruch, daraufhin wurde der Betrieb der Zeche zeitweise eingestellt. Im Jahr 1873 wurde begonnen, den seigeren Schacht Fromberg zu teufen. Der Schacht, auch bekannt als Schacht Johann 1, befand sich in der Nähe des Bahnhofs Steele-West. Bereits bei einer Teufe von vier Metern wurde das Karbon erreicht. Im Jahr 1874 erreichte der Schacht Fromberg eine Teufe von 127 Metern. Im selben Jahr erfolgte der Durchschlag mit der ersten und der zweiten Sohle. Im Jahr darauf erreicht der Schacht Fromberg eine Teufe von 215 Metern. Im Jahr 1876 wurde, bei einer Teufe von 229 Metern (−148 Meter NN), die dritte Sohle angesetzt. Im Jahr 1883 war ein zusätzlicher Wetterschacht in Betrieb. Im Jahr 1885 wurde die Konsolidation zur Zeche Johann Deimelsberg eingeleitet und im darauffolgenden Jahr durchgeführt.

## Förderung und Belegschaft
Die ersten bekannten Belegschaftszahlen stammen aus dem Jahr 1859, damals waren 53 Bergleute auf der Zeche angelegt. Im Jahr darauf waren bereits 65 Bergleute auf der Zeche beschäftigt. Die ersten bekannten Förderzahlen stammen aus dem Jahr 1861, damals wurde mit 60 Bergleuten eine Förderung von 16.356 preußischen Tonnen Steinkohle erbracht. Im Jahr 1865 stieg die Förderung auf 176.215 preußische Tonnen Steinkohle, diese Förderung wurde von 153 Bergleuten erbracht. Im Jahr 1870 wurden mit 180 Bergleuten 48.560 Tonnen Steinkohle gefördert. Im Jahr 1875 wurden mit 227 Bergleuten 53.508 Tonnen Steinkohle gefördert. Im Jahr 1880 erneuter Förderanstieg auf 94.823 Tonnen Steinkohle, diese Förderung wurde von 291 Bergleuten erbracht. Die maximale Förderung stammt aus dem Jahr 1885, damals wurden mit 286 Bergleuten eine Förderung von 120.269 Tonnen Steinkohle erbracht. Dies sind auch letzten bekannten Förder- und Belegschaftszahlen des Bergwerks.